# Географија Јапана
Јапан је архипелашка земља која обухвата стратовулкански архипелаг од преко 3.000 километара дуж пацифичке обале источне Азије. Састоји се од 14.125 острва. Четири главна острва су Хокаидо, Хоншу, Кјушу и Шикоку. Јапанска влада класификује осталих 14.120 острва као „удаљена острва“. Острва Рјукју и острво Нанпо су јужно и источно од главних острва.
Територија обухвата 377.973,89 квадратних километара. То је четврта по величини острвска држава на свету и највећа острвска држава у источној Азији. Земља има 6. најдужу обалу са 29.751 километар и 8. по величини ексклузивна економска зона од 4.470.000 квадратних километара у свету.
Терен је углавном кршевит и планински, са 66% шума. Становништво је груписано у урбаним подручјима дуж обале, равница и долина. Јапан се налази у северозападном Ватреном појасу Пацифика на више тектонских плоча. Источно од јапанског архипелага налазе се три океанска рова. Јапански ров настаје када се океанска Тихоокеанска плоча повлачи испод континенталне Охотске плоче. Континуирани процес субдукције узрокује честе земљотресе, цунамије и стратовулкане. Острва су такође погођена тајфунима. Субдукционе плоче су повукле јапански архипелаг на исток, створиле Јапанско море и одвојиле га од азијског континента ширећи се уназад пре 15 милиона година.
Клима варира од влажне континенталне на северу до влажних суптропских и тропских прашумских на југу. Ове разлике у клими и пејзажу омогућиле су развој разноврсне флоре и фауне, са неким ретким ендемским врстама, посебно на Бонинским острвима.
Јапан се простире од 20° до 45° северне географске ширине (Окиноторишима до Бентен-џиме) и од 122° до 153° источне географске дужине (Јонагуни до Минами Торишима). Јапан је окружен морима. На северу је Охотско море одваја Јапан од руског Далеког истока ; на западу га Јапанско море одваја од Корејског полуострва ; на југозападу, Источно кинеско море одваја острва Рјуку од Кине и Тајвана; на истоку је Тихи океан.
Јапански архипелаг је дугачак преко 3.000 километара у правцу север-југ од Охотског мора до Филипинског мора у Тихом океану. Узано је и ниједна тачка у Јапану није већа од 150 километара од мора. У 2023. владино поновно пребројавање острва са дигиталним мапама повећало је укупан број са 6.852 на 14.125 острва. Пет главних острва су (од севера ка југу) Хокаидо, Хоншу, Шикоку, Кјушу и Окинава. Три од четири главна острва (Хоншу, Кјушу и Шикоку) одвојена су уским мореузама унутрашњег мора и чине природну целину. 6.847 мањих острва се називају удаљена острва. Ово укључује Бонинска острва, острва Даито, Минами-Тори-шима, Окиноторишима, острва Рјукју, острва вулкана, острва Нансеи и острва Нанпо, као и бројна острва, од којих је 430 насељено. Острвима Сенкаку управља Јапан, али их Кина оспорава. Ово искључује спорне северне територије (Курилска острва) и стене Лианкур. Укупно, од 2021. године, територија Јапана је 377.973,89 квадратних километара, од чега 36.454.641 квадратни километар је земљиште и 13.430 квадратних километара је вода. Јапан има шесту најдужу обалу на свету (29.751 километар). То је највећа острвска држава у источној Азији и четврта по величини острвска држава на свету.
Због многих удаљених острва и дуге обале Јапана, ова земља има обиман морски живот и природне ресурсе у океану. Ексклузивна економска зона Јапана обухвата 4.470.000 квадратних километара и 8. је по величини на свету. То је више од 11 пута веће од површине саме земље. Ексклузивна економска зона се протеже од основне линије до 370 километара од своје обале. Њено територијално море 22,2 километра је, али између 5,6 и 22,2 километра у међународним мореузима— Ла Перуз, Цугару, Осуми и Цушима.
Јапан има 126 милиона становника у 2019. То је 11. најнасељенија држава на свету и друга најнасељенија острвска држава. 81% становништва живи на Хоншуу, 10% на Кјушуу, 4,2% на Хокаиду, 3% на Шикокуу, 1,1% у префектури Окинава и 0,7% на другим јапанским острвима као што су Нанпо.

## Карта Јапана
Јапан је формално подељен на осам региона, од североистока (Хокаидо) до југозапада (Рјукју острва):
- Хокаидо
- Тохоку
- Канто
- Чибу
- Кансај
- Чугоку
- Шикоку
- Кјушу

Сваки регион садржи неколико префектура, осим региона Хокаидо, који обухвата само префектуру Хокаидо.
Региони нису званичне административне јединице, али се традиционално користе као регионална подела Јапана у бројним контекстима. На пример, карте и уџбеници географије деле Јапан на осам региона; временски извештаји обично дају време по регионима; и многа предузећа и институције користе своју матичну регију као део свог имена док Јапан има осам виших судова, њихове надлежности не одговарају осам региона.

## Састав, топографија и географија
Око 73% Јапана је планинско, са планинским венцем који пролази кроз свако од главних острва. Највиша планина у Јапану је Фуџи, са надморском висином од 3.776 метара. Стопа шумовитости Јапана је 68,55% пошто су планине јако пошумљене. Једине друге развијене земље са тако високим процентом шумовитости су Финска и Шведска.
Пошто има мало равних површина, многа брда и планине на нижим надморским висинама око градова и градова се често обрађују. Како се Јапан налази у вулканској зони дуж пацифичких дубина, чести земљотреси ниског интензитета и повремена вулканска активност се осећају на свим острвима. Разорни земљотреси се дешавају неколико пута у веку. Термални извори су бројни и експлоатисани су од стране индустрије слободног времена.
Управа за геопросторне информације Јапана сваке године мери територију Јапана како би континуирано схватила стање земље. Од 1. јула 2021, територија Јапана је 377.973,89 квадратних километара. Повећава се по површини услед вулканских ерупција као што је Нишиношима (西之島), природног ширења острва и мелиорације.
Ова табела приказује коришћење земљишта у 2002. 
| Шума            | Пољопривредно земљиште | Стамбена област | Водена површина, реке, водени путеви | Путеви         | Дивљина       | Остало          |
| --------------- | ---------------------- | --------------- | ------------------------------------ | -------------- | ------------- | --------------- |
| 66.4%           | 12.8%                  | 4.8%            | 3.6%                                 | 3.4%           | 0.7%          | 8.3%            |
| 251.000 кв. км. | 48.400 кв. км.         | 18.100 кв. км.  | 13.500 кв. км.                       | 13.000 кв. км. | 2.600 кв. км. | 31. 300 кв. км. |

### Локација
Јапански архипелаг је релативно удаљен од азијског континента. Кјушу је најближи најјужнијој тачки Корејског полуострва, са растојањем од 190 километара, што је скоро шест пута даље него од Енглеске до Француске преко Ламанша. Дакле, историјски гледано, Кјушу је био капија између Азије и Јапана. Кину дели 800 километара мора са великих јапанских острва . Хокаидо се налази у близини Сахалина, који је био под окупацијом Јапана од 1905. до 1945. године. Већина становништва живи на пацифичкој обали Хоншуа. Западна обала окренута према Јапанском мору је мање густо насељена.
Јапански архипелаг је био тешко доступан од давне историје. Током палеолита, око 20.000 година пре нове ере, на врхунцу последњег глацијалног максимума, постојао је копнени мост између Хокаида и Сахалина који је повезивао Јапан са азијским континентом. Копнени мост је нестао када је ниво мора порастао у Џомон периоду око 10.000 п. н. е.
Далека локација Јапана, окружена огромним морима, неравним, планинским тереном и стрмим рекама, чини га сигурним од освајача и неконтролисане миграције са азијског континента. Јапанци могу затворити своју цивилизацију изолационистичком спољном политиком. Током Едо периода, Токугава шогунат је спроводио Сакоку политику, која је забранила већину спољних контаката и трговине од 1641. до 1853. У савремено доба, прилив људи се управља преко морских лука и аеродрома. Дакле, Јапан је прилично изолован од континенталних проблема.
Током историје, Јапан никада није био потпуно инвазиран или колонизован од стране других земаља. Монголи су два пута покушали да нападну Јапан и нису успели 1274. и 1281. године. Јапан је капитулирао само једном након нуклеарних напада у Другом светском рату. У то време, Јапан није имао нуклеарну технологију. Острвска географија је главни фактор у изолационистичким, полуотвореним и експанзионистичким периодима јапанске историје.

### Планине и вулкани
Планинска острва јапанског архипелага чине полумесец на источној обали Азије. Од континента их дели Јапанско море, које служи као заштитна баријера. Јапан има 108 активних вулкана (10% активних вулкана на свету) због активне тектонике плоча у Ватреном прстену.
Пре око 15 милиона година, вулканска обала азијског континента била је истиснута у низ вулканских острвских лукова. Ово је створило „залучне басене“ познате као Јапанско море и Охотско море са формалним обликовањем јапанског архипелага. Архипелаг такође има врхове на планинским гребенима који су били издигнути близу спољне ивице континенталног појаса. Око 73 одсто јапанске области је планинско, а раштркане равнице и међумонтански басени (у којима је концентрисано становништво) покривају само око 27 одсто. Дугачак ланац планина протеже се средином архипелага, деле га на две половине: "лице", окренуто према Тихом океану, и "леђа" према Јапанском мору.  На страни Пацифика су стрме планине високе од 1.500 до 3.000 метара, са дубоким долинама и клисурама.
Централни Јапан је обележен конвергенцијом три планинска ланца — планине Хида, Кисо и Акаиши — које формирају јапанске Алпе, чији су неки врхови виши од 3.000 метара. Највиша тачка јапанских Алпа је планина Кита на 3.193 метра. Највиша тачка у земљи је планина Фуџи, вулкан који мирује од 1707. године и достиже 3.776 метара изнад нивоа мора у префектури Шизуока. На страни Јапанског мора налазе се висоравни и ниске планинске области, са надморским висинама од 500 до 1.500 метара.